# Værft
 For alternative betydninger, se Værft (flertydig). (Se også artikler, som begynder med Værft)
Et værft er et sted, hvor der bygges og/eller vedligeholdes skibe og/eller både.
Et værft kan også udgøre en virksomhed, mens det i andre tilfælde er en del af en virksomhed, der driver flere værfter.
Egentlig betyder det et sted, hvor man vender og drejer skibe – de fleste steder anvendes dog en tørdok, hvor skibet kan ligge i normal vinkel under arbejdet. Men joller og andre små fartøjer vil ofte blive vendt og drejet både under produktion og reparation.

## Danske værfter

### Eksisterende værfter
- Assens Skibsværft A/S, Assens

- Esbjerg Shipyard A/S, Esbjerg
- Fayard, Lindø, Odense (tidl. Fredericia skibsværft.)
- Faaborg Værft A/S, Faaborg
- Grenaa Skibsværft, Grenaa
- HRS Korsør (tidl. Korsør Skibsværft), Korsør
- Hvide Sande Skibs- & Baadebyggeri, Hvide Sande
- Karstensens Skibsværft, Skagen
- Søby Værft, Søby – Ærø

### Lukkede værfter
- Aros Maritime, Århus – lukkede 2009
- Aabenraa Værft A/S, Aabenraa – konkurs 2007
- Aalborg Værft, Aalborg – lukkede 1988
- Burmeister & Wain, København – lukkede 1996
- Danyard, Frederikshavn (tidl. H.V. Buhls Skibsværft og Frederikshavn Værft & Tørdok) – lukkede 1999
- Helsingør Skibsværft, Helsingør (Helsingør Jernskibs- & Maskinbyggeri A/S) – lukkede 1983
- Holbæk Skibsværft, Holbæk – lukkede 2007
- Nakskov Skibsværft, Nakskov – lukkede 1986
- Johs. Kristensens Skibsbyggeri, Hvide Sande – lukkede 1995
- Nordsøværftet, Ringkøbing – lukkede 1997
- Odense Stålskibsværft, Lindø, Odense – Gradvis nedtrapning af medarbejdere fra 2009 til 2012, og helt lukket i 2012, efter sidste skib blev færdigbygget.
- Orlogsværftet, København – lukkede 1991
- Royal Denship, Århus – lukkede 2009
- Rudkøbing Bådebyggeri & Riggerværksted, Rudkøbing - lukke 2016
- Sakskøbing Skibsværft, Sakskøbing - lukkede ca. 2003-2004[1] (sidste nybygning - en pram - blev dog leveret i 1994[2])
- Svendborg Værft, Svendborg – lukkede 2001
- Thisted Skibsværft, Thisted - lukkede 1980
- Århus Flydedok, Århus – lukkede 1999
- Århus Værft, Århus – lukkede 2007
- Danish Yacht, Skagen lukket 2015, Arealet overtaget af Karstensens skibsværft

## Eksterne links
- Wikimedia Commons har flere filer relateret til Værft
- Danske Maritime (tidl. Skibsværftsforeningen), Brancheforening for maritimt forankrede virksomheder – officiel website Arkiveret 2. oktober 2008 hos  Wayback Machine
- Kåre Lauring: "Danmarks store skibsværfter, De maritime museers redningsarbejde" – fra Teknik & Kultur Arkiveret 6. juni 2007 hos  Wayback Machine